# Église des Saints-Paul-et-Barnabé de Milan
Pour les articles homonymes, voir église San Barnaba.
L’église des Saints-Paul-et-Barnabé, mieux connue sous le nom de Saint-Barnabé (San Barnaba en italien), est un édifice catholique situé dans le centre historique de Milan, le premier bâtiment attribué à l'ordre des Barnabites.

## Historique
L’église est l’extension d’une précédente datant du XIIe siècle, dont les Barnabites entrent en possession en 1545 avec le couvent adjacent. Trop petite, elle est agrandie dès 1547 par deux architectes dont Galeazzo Alessi. En 1568, elle est consacrée église-mère des Clercs réguliers de Saint-Paul. En 1625, Camillo Procaccini se voit confier la construction des fresques qui ornent encore la voûte de la nef et le chœur.
L'église Saint-Barnabé représente le premier exemple structural de la basilique della Riforma, un type d'église reproduit pour l'église San Fedele à Milan et l'église du Gesù à Rome.

## Description
La façade de l'église, pur exemple d'architecture maniériste, est divisée en deux ordres superposés par une corniche et surmontée d'un tympan rectangulaire orné de guirlandes sculptées. Sur la façade, il y a quatre niches semi-circulaires contenant les statues de saint Barnabé et de saint Ambroise en bas, de saint Pierre et de saint Paul au-dessus.
L'intérieur de l'église a une seule nef avec trois chapelles absidiales de chaque côté. Le chœur, surélevé de trois marches par rapport au reste de l'église, s'élargit pour se resserrer dans un espace quadrangulaire recouvert d'une voûte croisée avec fresques et d’une abside semi-circulaire. Tous les murs sont richement décorés d'éléments architecturaux en stuc doré. L’église possède aussi une intéressante collection de peintures du maniérisme milanais et un orgue à tuyaux inséré dans un coffre en bois néoclassique datant de 1896.
L'église possède également une crypte, ajoutée seulement en 1893, et qui contient diverses reliques et souvenirs des saints de la Congrégation.

## Sanctuaire
L'église des Saints Paul et Barnabé est le sanctuaire de saint Antoine-Marie Zaccaria, fondateur des Clercs réguliers de Saint-Paul et des Sœurs angéliques de Saint-Paul. Les frères et pères sont appelés Barnabites en raison de leur association avec cette église dédiée à Barnabé.